# 레바논의 행정 구역
레바논의 행정 구역은 8개의 주와 이들 주에서 또 24개의 구로 나뉜다.